# Cape Hansen
Cape Hansen är en udde i Antarktis. Den ligger på Coronation Island i Sydorkneyöarna. Argentina och Storbritannien gör anspråk på området.
Terrängen inåt land är kuperad åt sydväst, men norrut är den bergig. Havet är nära Cape Hansen söderut. Trakten är obefolkad.